# Asteroid City
Asteroid City – amerykańska komedia romantyczna z elementami science-fiction z 2023 roku w reżyserii Wesa Andersona.
Zdjęcia plenerowe do filmu zrealizowano w mieście Chinchón w Hiszpanii.
Światowa premiera filmu miała miejsce podczas 76. Międzynarodowego Festiwalu Filmowego w Cannes, gdzie był jedną z produkcji konkursowych.

## Fabuła
Rok 1955. Do położonego na środku pustyni amerykańskiego miasteczka Asteroid City przybywają młodzi pasjonaci astronomii z całego kraju i ich rodzice, aby wziąć udział w konwencji astronomicznej i podziwiać lokalną atrakcję – krater i asteroidę, która spadła na Ziemię przed tysiącami lat. Niespodziewanie podczas jednego z pokazów dochodzi do kontaktu uczestników konwencji z obcą cywilizacją. Zdarzenie to powoduje natychmiastową reakcję władz i staje się przyczyną nałożenia na miasteczko i wszystkich przebywających w nim osób kwarantanny.
Wśród goszczących w Asteroid City jest Augie Steenbeck (Jason Schwartzman), owdowiały fotograf wojenny, ojciec czworga dzieci, który nawiązuje relację z aktorką Midge Campbell (Scarlett Johansson).
Już na początku filmu widz dowiaduje się, że Asteroid City to tak naprawdę sztuka teatralna autorstwa słynnego dramaturga Conrada Earpa (Edward Norton). Równolegle do jej treści ukazany zostaje proces jej tworzenia i inscenizacji.

## Obsada
- Jason Schwartzman jako Augie Steenbeck / Jones Hall
- Scarlett Johansson jako Midge Campbell / Mercedes Ford
- Tom Hanks jako Stanley Zak
- Jeffrey Wright jako gen. Grif Gibson
- Tilda Swinton jako dr Hickenlooper
- Bryan Cranston jako gospodarz programu
- Edward Norton jako Conrad Earp
- Adrien Brody jako Schubert Green
- Liev Schreiber jako J.J. Kellogg
- Hope Davis jako Sandy Borden
- Stephen Park jako Roger Cho / Linus Mao
- Rupert Friend jako Montana / Asquith Eden
- Maya Hawke jako June Douglas
- Steve Carell jako kierownik motelu
- Matt Dillon jako Hank / Walter Geronimo
- Hong Chau jako Polly Green
- Willem Dafoe jako Saltzburg Keitel
- Margot Robbie jako zmarła żona Steenbecka / aktorka
- Tony Revolori jako adiutant gen. Gibsona
- Jake Ryan jako Woodrow Steenbeck
- Jeff Goldblum jako kosmita
- Sophia Lillis jako Shelly
- Ethan Josh Lee jako Ricky Cho
- Grace Edwards jako Dinah Campbell
- Aristou Meehan jako Clifford

i inni